# Protomyzon aphelocheilus
Protomyzon aphelocheilus är en fiskart som beskrevs av Robert F. Inger och Chin 1962. Protomyzon aphelocheilus ingår i släktet Protomyzon och familjen grönlingsfiskar. Inga underarter finns listade i Catalogue of Life.